# دهستان اناران
دهستان اناران، یکی از دهستان‌های بخش مرکزی شهرستان دهلران در استان ایلام ایران است. مرکز این دهستان، روستای بیشه دراز است.

## جمعیت
بر پایه سرشماری عمومی نفوس و مسکن در سال ۱۳۹۵، جمعیت دهستان اناران برابر با ۵٬۳۶۳ نفر بوده‌است.